# Sacrifice (canção de Bebe Rexha)
"Sacrifice" é uma canção da cantora norte-americana Bebe Rexha, gravada para seu segundo álbum de estúdio, Better Mistakes (2021). Foi lançada pela Warner Records como segundo single do álbum em 5 de março de 2021.

## Antecedentes e produção
Em 6 de fevereiro de 2021, ela revelou que estava procurando um ator para um futuro clipe. A música foi lançada pela primeira vez em 10 de fevereiro em uma série de tweets incluindo um trecho, detalhes da produção e possível inspiração para a música. Depois de quatro dias, Bebe tweetou uma foto dela gravando o videoclipe para a música. Em 24 de fevereiro, Bebe disse que tinha planos de lançar algo mais relacionado ao conceito Mess World [o mess world se baseia no conceito de ser uma pessoa fora do normal (louca, bagunçada)], mas decidiu lançar algo mais dançante antes. Logo depois, ela postou um vídeo dizendo "9 dias, vadias", que indicaria o lançamento para 5 de março de 2021. No mesmo dia, ela confirmou música nova para esse dia. A música foi registrada no Shazam no final do dia. Em 26 de fevereiro ela postou uma prévia da música no TikTok. Em 28 de fevereiro, Bebe contou que faria um anúncio no dia seguinte. No fim do dia, ela postou uma prévia nova de "Sacrifice".
Em 1º de março, ela oficialmente anuncia "Sacrifice" como seu próximo single, com lançamento para 5 de março. Em 3 de março, Bebe mostrou uma foto do clipe. Em 4 de março, trechos do clipe foram usado no Canvas do Spotify. No mesmo dia, ela mostrou um trecho do clipe. Liricamente, a canção retrata sobre a insegurança de estar em um relacionamento, ao ponto de se questionar se aquela tal pessoa vai te dar tudo o que ela tem pra dar.

## Videoclipe
O videoclipe oficial estreou em 5 de março de 2021, junto com o lançamento do single. Um vídeo com a letra foi enviado ao canal oficial da cantora no YouTube em 9 de março, e um vídeo dos bastidores com estreia em 16 de março na mesma plataforma. O vídeo oficial, dirigido por Christian Breslauer e produzido por Mike Breslauer pela produtora Yella Inc, traz a participação do ator Jean-Francois Poirier e das digitais influencers Nava Rose, Guetcha e Princess Gollum.
O clipe inspirado no universo vampiresco mostra Bebe como uma espécie de Dominatrix e é bastante intenso, sangrento e sensual, trazendo referências dos anos 90 e de filmes lançados neste mesmo ano que são os favoritos da cantora, como Blade e Matrix. A história retrata Bebe e suas amigas como boas vampiras que caçam pessoas más. Composta por Bebe, a faixa faz um questionamento, “o que será sacrificado para conquistar o que deseja?”.

## Faixas e formatos
Download digital
1. "Sacrifice" – 2:40

Download digital – Niiko x SWAE Remix
1. "Sacrifice" (Niiko x SWAE Remix) – 2:32

Download digital – Gorgon City Remix
1. "Sacrifice" (Gorgon City Remix) – 3:44

## Créditos e pessoal
Gestão
Publicado pela WMG e Warner Records — administrado por Kobalt (ASCAP) e Warner Chappell
Créditos retirados do YouTube.
Pessoal
- Bebe Rexha — artista principal, vocal principal, escritora
- Matthew Burns — produtor, escritor
- Pablo Bowman —  escritor, vocais de fundo
- Peter Rycroft — escritor
- Tom Norris — mixagem
- Colin Leonard — engenheiro de masterização

Créditos da música adaptados do AllMusic, Genius, TIDAL e YouTube.
Vídeo de música
- Christian Breslauer — diretor
- Mike Breslauer — produtor
- Yella Inc. — companhia de produção

Créditos retirados do YouTube.

## Histórico de lançamento
| Região | Data               | Formato(s)                 | Versão   | Gravadora(s) | Ref.          |
| ------ | ------------------ | -------------------------- | -------- | ------------ | ------------- |
| Várias | 5 de março de 2021 | Download digital streaming | Original | Warner       | [ 28 ] [ 35 ] |
| Várias | 6 de abril de 2021 | Download digital streaming | Remix    | Warner       | [ 29 ] [ 36 ] |
| Várias | 9 de abril de 2021 | Download digital streaming | Remix    | Warner       | [ 30 ] [ 37 ] |